# 토우장식 장경호
토우장식장경호는 신라시대 만들어진 목항아리(장경호)로 목과 어깨 부분을 토우로 장식한 것이 특징이다.
총 두 점이 있는데, 하나는 1973년 대한민국의 미추왕릉 지구 계림로 30호 무덤에서 출토되었다. 토우는 가야금을 연주하는 사람, 성행위를 하는 남녀, 개구리를 물고 있는 뱀 등을 묘사하고 있다. 높이는 34센티미터이다. 현재 국립경주박물관에서 소장 중이다.
다른 한 점은 노동동 11호 무덤에서 출토된 것으로, 계림로 30호분에서 나온 것에 비해 토우의 수가 적다. 높이는 40.5센티미터이며, 국립중앙박물관에서 소장하고 있다.

## 개요
토우란 흙으로 만든 인형으로 어떤 형태나 동물을 본떠서 만든 토기를 말한다. 토우는 장난감이나 애완용으로 만들거나 주술적 의미, 무덤에 넣기 위한 부장의 목적으로 만들어진다. 흙뿐만 아니라 동물의 뼈나 뿔, 나무 또는 짚이나 풀로도 만들기도 하지만, 많은 수가 흙으로 만들어졌기 때문에 일반적으로 토우라 지칭한다.
2점의 토우장식 목항아리(장경호)이다. 계림로 30호 무덤 출토 목항아리는 높이 34cm, 구연부 지름 22.4cm이고, 노동동 11호 무덤 출토 목항아리는 높이 40.5cm, 구연부 지름 25.5cm이다.
미추왕릉지구 계림로 30호 무덤 출토 목항아리는 밑이 둥글고 구연부는 밖으로 약간 벌어진 채 직립(直立) 되었고, 4개의 돌출선을  목 부분에 돌렸다. 위에서 아래로 한번에 5개의 선을 그었고, 그 선 사이에 동심원을 새기고 개구리·새·거북이·사람 등의 토우를 장식했다. 몸체 부분은 2등분 하였는데, 윗부분은 목 부분과 같이 한 번에 5개의 선을 긋고, 그 사이에 동심원을 새겼다. 어깨와 목이 만나는 곳에 남녀가 성교하는 모양과 토끼와 뱀 및 배부른 임산부가 가야금을 타는 형태의 토우를 장식했다.
노동동 11호 북쪽 무덤 출토 목항아리의 구연부는 밖으로 약간 벌어진 채 직립이 되다가 끝부분에서 안으로 꺾어졌다. 목 부분은 돌출선에 의해 2부분으로 나뉘는데, 각각 한번에 5개의 선을 이용한 물결무늬를 겹치게 새겼고, 그 사이사이에 원을 찍어 문양을 표현하였다. 몸체에도 역시 5선을 이용한 물결무늬를 새겼다. 토우는 계림로 30호 토우와 같은 형태이나 목 부분에만 있고 그 수도 적은 편이다.
이러한 토우들은 생산, 풍요, 귀신을 물리치는 의미를 담고 있다. 토우들은 소박함 속에 뛰어난 예술성을 인정받고 있고, 시대적인 신앙과 풍부한 감정 표현을 보여준다.

## 사진

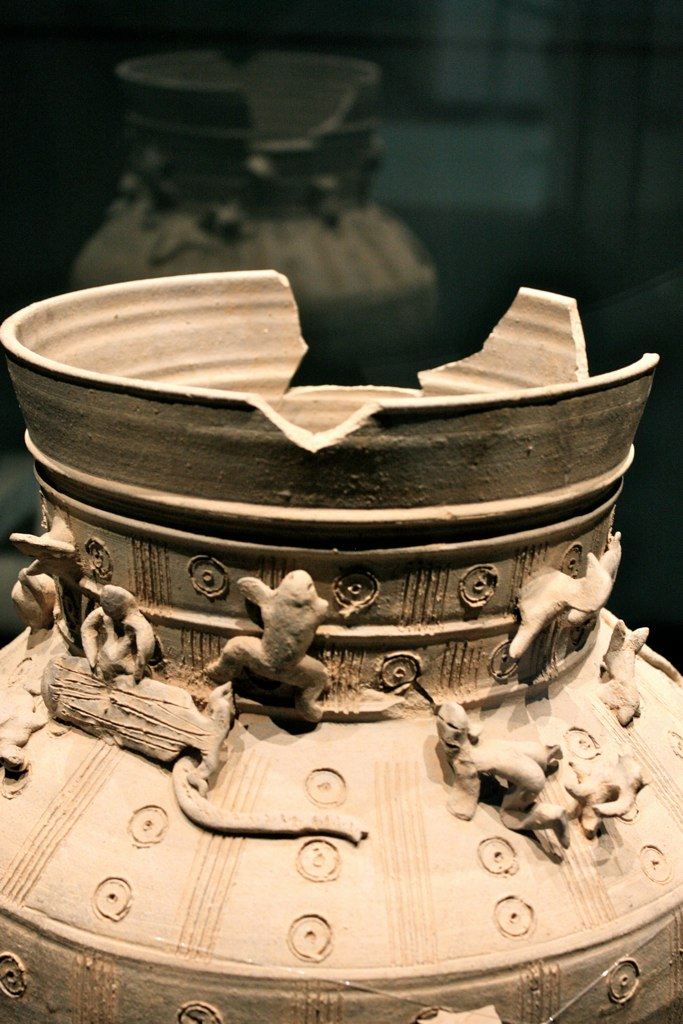